# 2013年斯科舍海地震
2013年斯科舍海地震是指2013年11月17日发生于南极洲的强烈地震。该次地震发生于斯科舍海，震中距南奥克尼群岛约30千米。该次地震震级为MW 7.7级、Ms 7.8级，震源深度约为10千米，最大修订麦加利地震烈度为8(VIII)度。

## 发震机制

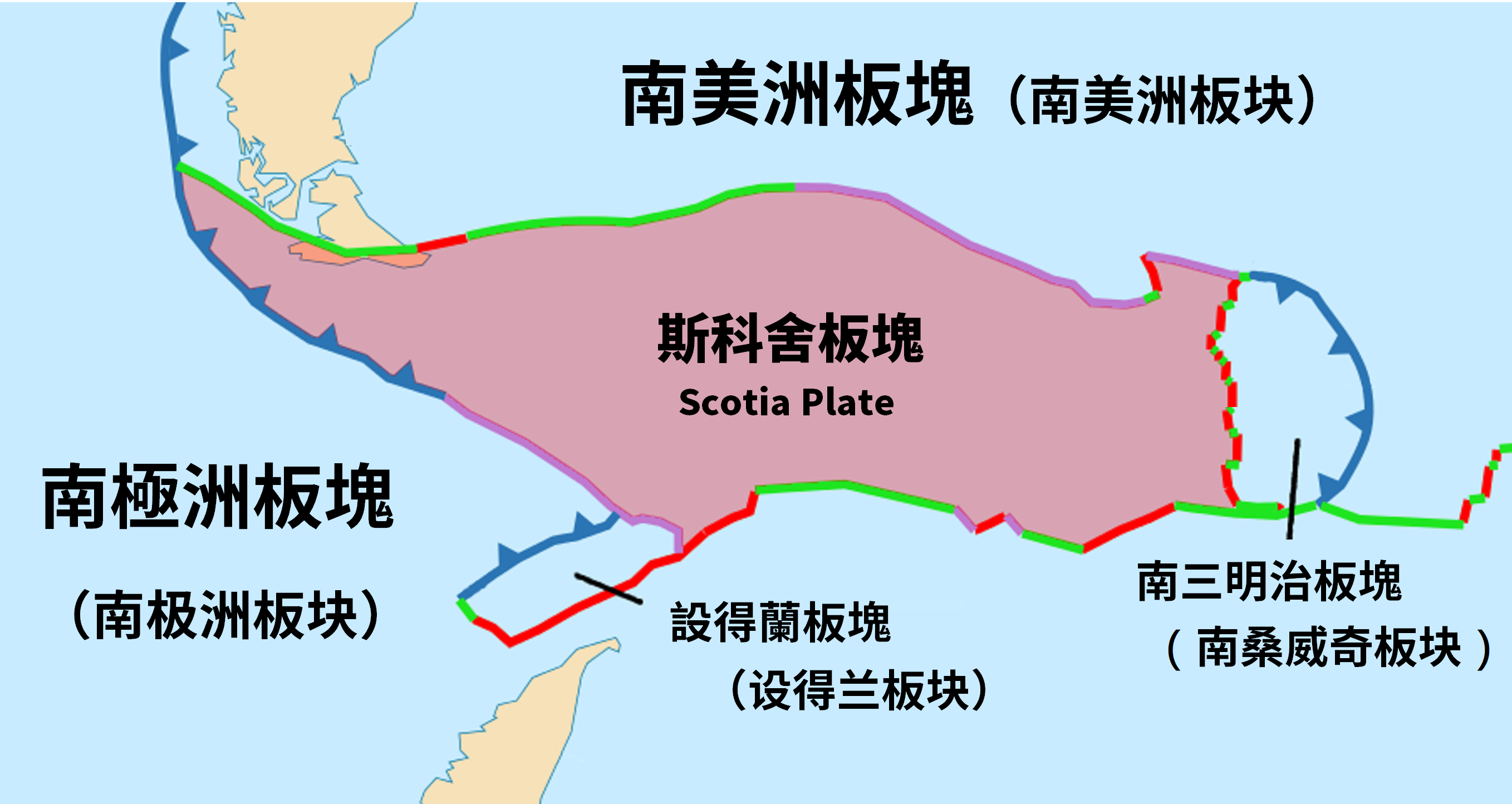
斯科舍板块示意图

斯科舍板块是一个于始新世早期形成的位于南大西洋的板块，其板块活动在很大程度上由围绕它的两个主要板块控制，即南美洲板块和南极洲板块。在这次地震的震源附近，南极洲板块相对于斯科舍板块以大约6毫米/年的速度向东移动。据美国地质调查局分析，该次地震的震源机制为东西向平面上的左旋走滑断层或南北向平面上的右旋走滑断层。这次地震的震源正好位于南极洲板块和斯科舍板块之间的东西向边界，结合该地区历史上发生的地震来看，左旋走滑断层更有可能是这次地震的震源机制。同时该局还分析出，这次地震发生滑动的地区长约160千米，宽约20公里。
由于南奥克尼群岛地区位于板块交界处，故经常发生地震。但大多数发生于斯科舍海的地震基本发生在这次地震震中以东的南桑威奇群岛附近的俯冲带。根据美国地质调查局的地震目录，自1973年起算，在这次地震震中距250千米范围内的地区仅发生了2次6级以上的地震，分别为1979年9月在偏西230千米处发生的6.0级地震和2003年8月在偏东160千米处发生的7.6级地震。这2次地震事件的震源机制分别为走滑断层和斜向断层。
在此次地震发生前一天，即2013年11月16日，斯科舍海就曾发生过一次MW 6.8级的前震。

## 地震参数
据美国地质调查局测定，该次地震发生于斯科舍海（南纬60.274度，西经46.401度），震级为MW 7.7级、Ms 7.7级，震源深度约为10.0千米，最大修订麦加利地震烈度为8(VIII)度。中国地震台网测定的震级较高，为Ms 7.8级。德国地球科学中心测定的震级较低，为MW 7.5级。